# مبرهنة هان-باناخ
هي إحدى النظريات الأساسية للتحليل الدالي، وسميت على اسمي من صاغاها: العالم النمساوى هانز هان Hans Hahn والعالم البولندي ستيفان باناخ Stefan Banach.

## نظرية هان-بناخ
تُعنى النظرية في الأساس بفكرة إيجاد امتداد للداليات الخطية و قد ظهرت في صورتها الأولى في عام 1927 في أعمال الرياضي النمساوى هانز هان Hans Hahn ثم أعيدت صياغتها في عام 1929 في صورتها المتعلقة بالفراغات الاتجاهية الحقيقية على يد الرياضي البولندى ستيفان بناخ Stefan Banach و من ثم التعميم لحالة الفراغات الاتجاهية المركبة في عام 1938 ، و توجد أيضاً صياغة للنظرية في حالة الفراغات المعيرة .

## نظرية هان-بناخ (1927-1929)
ليكن {\displaystyle X} فراغاً اتجاهياً حقيقياً و {\displaystyle p} دالية تحت خطية معرفة عليه ، ولتكن {\displaystyle f} دالية خطية معرفة على الفراغ الجزئي {\displaystyle Z} وتحقق أن
{\displaystyle f(x)\leqslant p(x)} وذلك لكل {\displaystyle Z\ni x} ؛ عندئذ يمكن إيجاد دالية خطية {\displaystyle {\tilde {f}}} معرفة على كل الفراغ {\displaystyle X} بحيث :
{\displaystyle {\tilde {f}}(x)=f(x)\forall x\in Z} (
أي أنها تمثل امتداداً لـ {\displaystyle f} )
و
{\displaystyle {\tilde {f}}(x)\leqslant p(x)\forall x\in X} {\displaystyle \cdot }

## نظرية هان-بناخ (1938)
ليكن {\displaystyle X} فراغاً اتجاهياً حقيقياً أو مركباً و {\displaystyle p} دالية ذات قيم حقيقية معرفة على {\displaystyle X} بحيث أن لأى {\displaystyle X\ni x,y} و أي كمية
قياسية {\displaystyle \alpha } يتحقق أن
{\displaystyle p(x+y)\leqslant p(x)+p(y)}
و
{\displaystyle p(\alpha x)=|\alpha |p(x)}
، ولتكن {\displaystyle f} دالية خطية معرفة على الفراغ الجزئي {\displaystyle Z} وتحقق أن
{\displaystyle |f(x)|\leqslant p(x)} وذلك لكل {\displaystyle Z\ni x} ؛ عندئذ يمكن إيجاد دالية خطية {\displaystyle {\tilde {f}}} معرفة على كل الفراغ {\displaystyle X} بحيث
{\displaystyle {\tilde {f}}(x)=f(x)\forall x\in Z} (
أي أنها تمثل امتداداً لـ {\displaystyle f} )
و
{\displaystyle |{\tilde {f}}(x)|\leqslant p(x)\forall x\in X} {\displaystyle \cdot }
باستخدام هاتين النظريتين نحصل على

## نظرية هان-بناخ للفراغات المعيرة
لتكن {\displaystyle f} دالية خطية محدودة معرفة على الفراغ {\displaystyle Z} الجزئي من الفراغ المعير {\displaystyle X} ، إذن توجد دالية خطية محدودة {\displaystyle {\tilde {f}}} معرفة على كل الفراغ
{\displaystyle X} بحيث تمثل امتداداً لـ {\displaystyle f} ولهما نفس المعيار أي أن
{\displaystyle \|{\tilde {f}}\|_{X}=\|f\|_{Z}}
حيث
{\displaystyle \|{\tilde {f}}\|_{X}=\sup _{x\in X,\|x\|=1}|{\tilde {f}}(x)|}
و
{\displaystyle \|f\|_{Z}=\sup _{x\in Z,\|x\|=1}|f(x)|} .